# Stone Sour
Stone Sour és una banda de Metal fundada l'any 1992 a Iowa, Estats Units pel posteriorment vocalista de Slipknot, Corey Taylor i un dels seus guitarristes James Root, tot i que va deixar la banda l'any 2014.

## Història
Formada l'any 1992 per Corey Taylor (vocalista) i Joel Ekman (bateria), la banda va ser el producte de 10 anys d'obstinació, determinació, paciència i creativitat en l'expressió musical.
Un vell amic de Corey, Shawn Economaki (baixista), es va unir a la formació just quan circulaven els rumors de la seva formació. Al principi el projecte no va tenir més pretensió que escriure i tocar sense cap so definit. El grup tocava en clubs amb diferents guitarristes, sovint alguns que només tocaven en un concert i prou.
Aquesta tendència va canviar quan el guitarrista James Root va arribar a les seves vides. Va fer una audició amb què es va guanyar l'acceptació dels membres de la banda. Durant 5 anys el grup va fer música pel simple fet de complaure la seva passió, sense importar-los cap altra qüestió en particular, simplement basant-se a mantenir el bon so de rock pesat i amb pics melòdics emocionals.

### Separació temporal i resurrecció
L'any 1997 es van separar i cadascú va prendre el seu propi camí. Joel va formar una família, Jim es va unir a Slipknot un any després, amb Corey ja com a vocalista i tenint a Shawn com a representant.
El llegat de Stone Sour deixava un got a mig omplir. L'any 2001, Josh Rand (guitarrista), un altre vell amic col·laborador de Corey i groupie formal de Stone Sour, es va apropar a Taylor amb unes quantes cançons amb què estava treballant.
Junts es van passar escrivint un any i mig el que, eventualment, seria el ressorgiment de Stone Sour. Tots dos es van adonar que el que havien compost era de tan bona qualitat i tan apegat a les arrels de la seva agrupació original que va sortir de manera natural convocar els membres que des del principi ho havien fer possible.
Gairebé una dècada després de la creació de la banda i sis anys després que toquessin el seu últim concert, es van reunir de nou a Des Moines enfrontant-se al fet d'escollir un nom per tornar a la carretera. Després de diverses idees («Project X», «Super Ego», «Closure») la decisió va venir ràpidament per a una banda amb membres que ja de per si tenien la química d'anys de tocar junts, per la qual cosa l'única opció viable era quedar-se amb el nom original. Stone Sour.

### Stone Sour

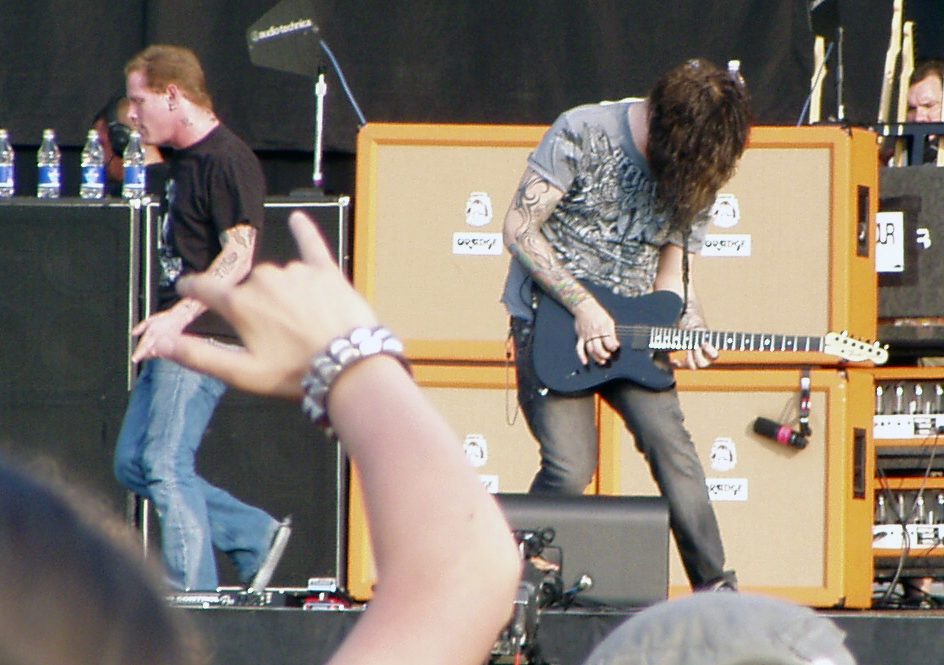
Corey Taylor i James Root en concert.

A la primavera del 2002, Root i Taylor es van tornar a posar en contacte amb Rand, i Economaki per reconstituir Stone Sour i enregistrar la seva primera producció discogràfica, afegint al baterista Joel Ekman. Van debutar a l'escena comercial en aconseguir que s'inclogués el tema «Bother» a la banda sonora de la pel·lícula de Spider-Man (acreditat en el disc com a obra solista de Corey Taylor) mentre gravaven l'LP titulat homònimament Stone Sour a Cedar Falls, Iowa pel qual van realitzar la postproducció a Los Angeles, Califòrnia a càrrec de James Barton.
Stone Sour és un disc de rock dur melòdic, gaudint a més d'un estil lliure d'escriptura de contingut i iniciativa que no es troba en el projecte paral·lel Slipknot. La crítica l'ha descrit com una barreja eficaç entre Metallica, Soundgarden (per les vocalitzacions, a què Corey va haver d'adaptar la seva veu, i per la intensitat dels riffs de Jim) i Alice In Chains gràcies a la introspecció íntima que s'hi realitza.
Sense màscares que cobreixin el rostre, com a Slipknot, Stone Sour es considera una proposta honesta sense por a competir i manté el seu estil musical propi i fidel a les creences dels membres sense necessitat de complaure ningú més que a ells mateixos. La mescla del seu disc va sorprendre per temes com el punyent «Get Inside», així com el collage de so més agressiu del senzill titulat «Inhale»
Potser aquesta és la raó per la qual ningú no va contradir al seu vocalista quan va esmentar que la banda produeix un rock dur emotiu en la seva forma més pura. Van fer la gira promocional que va durar sis mesos i van obtenir un Disc d'Or pel treball realitzat.

### Come What(ever) May
Tres anys més tard, amb l'èxit relatiu a nivell mundial i remarcable a nivell local es van donar l'oportunitat Taylor i Root de reunir novament Stone Sour per produir el seu segon compilat musical abans de la gira de Subliminal Verses de Slipknot.
Rand va comunicar que els integrants estaven component nou material per al nou disc que va començar a enregistrar-se el gener del 2006; però dues setmanes després, durant els enregistraments de les parts de bateria, Ekman va anunciar la seva sortida temporal del projecte a causa de la sobtada malaltia fatal del seu fill, cosa per la qual es va substituir per Roy Mayorga (Soulfly). Al març ja havien enregistrat 18 composicions al Studio 606 de Dave Grohl i mesclades per Randy Staub (Metallica i Hatebreed).
A l'abril van treure el vídeo promocional del senzill «Reborn» que es va posar a disposició del públic el mes de maig, just quan per desgràcia va morir el fill de Ekman d'un tumor cerebral, la qual cosa va definir el pas de la seva absència de temporal a definitiva i la inclusió com a substitut efectiu de Mayorga. Així amb l'assessoria de Nick Raskulinecz (Foo Fighters i Velvet Revolver) i la col·laboració de Shannon Larkin, el baterista de Godsmack al tema «30/30-150» van treure al mercat, l'agost del 2006, l'obra titulada Come What (ever) May que va arribar a la posició número 4 de les llistes de popularitat del Billboard dels Estats Units a la primera setmana de vendes amb l'ajuda del senzill promocional «Through Glass».
Van fer la gira promocional corresponent en ser part del Family Values Tour 2006 acompanyant a Korn i Deftones en la seva incursió per tota la Unió Americana continuant en aquest rumb al costat de Disturbed en l'Use The Music AS A Weapon Tour, a Canadà amb Evanescence i a Europa amb Lacuna Coil. A mitjans del 2007 van treure un àlbum de directe titulat Live In Moscow.

### Audio Secrecy
Les lletres de les cançons van començar a ser escrites a l'octubre del 2009 i al febrer de 2010 van entrar a l'estudi per enregistrar el seu nou àlbum.
A més, van pujar alguns vídeos a YouTube on s'observa la banda a l'estudi i responent preguntes dels seus fans.
L'àlbum va sortir a la venda el 3 de setembre a Alemanya, el 6 de setembre al Regne Unit i el 7 de setembre als Estats Units i la resta del món. Va ser llançat en dues versions: L'edició estàndard amb 14 cançons, i l'edició especial que porta 3 cançons extres i un DVD especial en el qual es mostra la realització de l'àlbum.

### House of Gold & Bones - Part 1 (2012)
El 2012, Stone Sour va començar a enregistrar un nou àlbum doble conceptual; anomenat House of Gold & Bones, dividit en dues parts: la primera va ser llançada el 22 d'octubre del 2012 i la segona el 2013. Corey Taylor va descriure l'àlbum com una barreja entre The Wall de Pink Floyd i Dirt d'Alice In Chains
Una altra notícia que ja va ser confirmada per Corey Taylor és la sortida del grup del baixista Shawn Economaki, se'n desconeixen les causes, només se sap que va sortir de la banda al juliol del 2011 però segueix tenint bones relacions amb la banda; Rachel Bolan, recent baixista de Skid Row, va ser qui va ocupar el seu lloc en l'enregistrament, i Johny Chow durant la gira per promocionar l'àlbum.
El 13 d'agost va ser revelada la caràtula de l'àlbum i la llista de cançons de l'àlbum, juntament amb el senzill «Gone Sovereign/Absolute Zero». Durant setembre i octubre la banda va publicar demos promocionals de les seves cançons d'uns trenta segons de durada.

### House of Gold & Bones - Part 2 (2013)
House of Gold & Bones - Part 2 és el cinquè àlbum d'estudi de la banda. És la segona i última part d'un doble àlbum conceptual. L'àlbum va ser llançat el 3 d'abril del 2013 al Japó, el 8 d'abril al Regne Unit i el 9 d'abril als Estats Units per Roadrunner Records, tot i que va ser enregistrat simultàniament amb House of Gold & Bones - Part 1. El primer senzill d'aquest disc és «Do Me a Favor», va ser llançat a iTunes el 12 de febrer del 2013, i el seu vídeo es va estrenar el 27 de març del mateix any.
A principis del 2014 el guitarrista Jim Root va plantar Stone Sour durant la gira nord-americana, per trobar-se concentrat escrivint música per al nou àlbum de Slipknot. Això va provocat desavinences dins del grup i al maig del 2014 ambdues parts van decidir seguir camins diferents.

## Discografia

### Àlbums d'estudi
- Stone Sour (2002)
- Come What(ever) May (2006)
- Audio Secrecy (2010)
- House of Gold & Bones - Part 1 (2012)
- House of Gold & Bones - Part 2 (2013)
- Hydrograd (2017)

### EP
- Meanwhile in Burbank... (2015)
- Straight Out of Burbank (2015)
- No Sleep 'Till Burbank (2016) (Cancel·lat)

## Membres de banda
Membres actuals
- Corey Taylor - Vocalista (1992 - 1997, 2000 - present)
- Christian Martucci - Guitarra solista (2014 - present)
- Josh Rand - Guitarra Rítmica (1992 - 1993, 2001 - present)
- Roy Mayorga - Bateria (2006 - present)
- Johny Chow - Baix (2011 - present)

Membres antics
- Joel Ekman - Bateria (1992 - 1997, 2000 - 2006)
- Shawn Economaki - Baix (1992 - 1997, 2000 - 2011)
- Jim Root - Guitarra (1995 - 1997, 2001 - 2014)